# 小笠原牧子
小笠原 牧子（おがさわら まきこ）は、日本の元フィギュアスケート選手（ペアスケーティング）。青森県八戸市出身。八戸工業大学第一高等学校、八戸大学卒業。元パートナーは兄の小笠原健雄。
1998年全日本フィギュアスケートジュニア選手権優勝。1999年、2000年全日本フィギュアスケート選手権優勝。

## 経歴
青森県八戸市出身。八戸GOLD FSCに所属していた。八戸工業大学第一高等学校、八戸大学卒業。
1998年、全日本ジュニア選手権で初優勝。1999年、初出場となった全日本選手権で優勝。2000年、全日本選手権で二連覇を果たす。
2001年、全日本選手権で川口悠子/A・マルクンツォフに次いで2位。2002年も同大会で2位となった。
現在は青森県三沢市にある三沢アイスアリーナでスケートのインストラクターを務めている。日本フィギュアスケーティングインストラクター協会会員。

## 主な戦績
| 大会/年         | 1998-99 | 1999-00 | 2000-01 | 2001-02 | 2002-03 |
| --------------- | ------- | ------- | ------- | ------- | ------- |
| 全日本選手権    |         | 1       | 1       | 2       | 2       |
| 全日本Jr.選手権 | 1       |         |         |         |         |
| 冬季アジア大会  |         |         |         |         | 4       |

### 詳細
| 2002-2003 シーズン    |                                                |    |    |      |
| 開催日                | 大会名                                         | SP | FS | 結果 |
| 2002年12月19日 - 22日 | 第71回全日本フィギュアスケート選手権（京都市） | 2  | 2  | 2    |

| 2001-2002 シーズン    |                                                |    |    |      |
| 開催日                | 大会名                                         | SP | FS | 結果 |
| 2001年12月21日 - 23日 | 第70回全日本フィギュアスケート選手権（門真市） | 2  | 2  | 2    |

| 2000-2001 シーズン    |                                                |    |    |      |
| 開催日                | 大会名                                         | SP | FS | 結果 |
| 2000年12月08日 - 10日 | 第69回全日本フィギュアスケート選手権（長野市） | 1  | 1  | 1    |

| 1999-2000 シーズン    |                                                |    |    |      |
| 開催日                | 大会名                                         | SP | FS | 結果 |
| 1999年12月24日 - 26日 | 第68回全日本フィギュアスケート選手権（福岡市） | 1  | 1  | 1    |